# 胡樂甫
胡樂甫，CMG（英語：Edward Dudley Corscaden Wolfe，1875年5月3日—1952年12月4日），英國殖民地官員，1918年至1934年擔任香港警察司（1930年後改稱警察總監）。
胡樂甫1898年以官學生（政務官前身）身份加入馬來亞政府，1901年被調派至香港。在港歷任田土廳經歷、警察裁判司、潔淨局總監和郵政司等職位。1916年擔任敵對國在港資產監管人，負責處理在港德國僑民之財產。
在任警察司（和警察總監）的16年間，他曾經作為持傘遊行案的檢控官，處理小販牌照以及舞院監管問題，分別落實小販管制條例和舞蹈學校管制條例；又負責招收魯警一事。此外，他以不同職位兼任定例局議員凡20餘年。他於1934年返英退休，至1952年去世，終年77歲。

## 生平

### 早年生涯

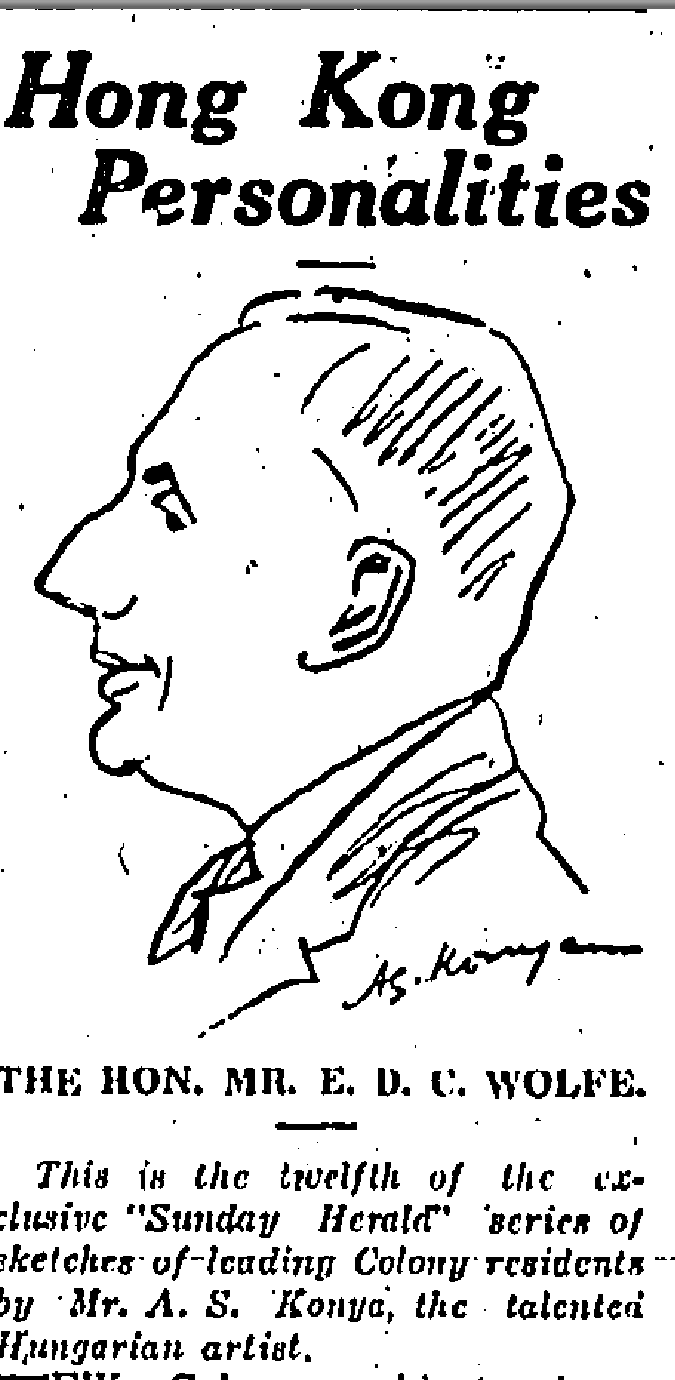
匈牙利裔畫家A.S. Konya 於1934年為胡樂甫繪製的畫像。

胡樂甫1875年5月3日出生於英格蘭默西賽德郡伯肯希德，是家中幼子。其父親湯馬士·沃爾夫（Thomas Wolfe）是一位商人，而母親是瑪利安·唐斯（Marion Downs)。胡樂甫早年受教於湯布里奇公學，並擔任該校的的艇隊隊長。之後他憑獎學金負笈劍橋大學岡維爾與凱斯學院，主修現代語言。1897年，他以文學士畢業。他後來於1926年獲文學碩士學位。

### 殖民地生涯
大學畢業後，胡樂甫於1899年被馬來亞政府聘為官學生，但未幾於1901年調派至香港，繼續出任官學生，並於1901年通過最後一份廣東話考試。通過考試後，他旋即被委任為田土廳登記官，協助勘查新界土地。同年擔任醫務處委員會的秘書，協助檢討醫務處人手以及病床數目是否充足，並檢視醫務處官員的職責1903年，他署任助理總登記官。1904年，他署任警察裁判司，暫代休假的甘弼仕。1905年，他出任新界助理警察隊長。
1905年至1907年間，他被調派至煙台，代表英國招聘往南非的礦工。1907年，他擔任副警察裁判司；同年他署任視學官，負責制定官立學校以及英童學校之規章，規定其學生入學年齡，種族和收生程序。又擔任皇仁書院考試委員會委員，負責監察書院學生學習情況，檢視學生成績以及學校衛生等狀況。1909年，胡樂甫擔任助理婚姻登記官，同年擔任潔淨局總監。1913年，他出任郵政司。1914年，他署任庫務司，並被港府委任為定例局議員。及後他復任郵政司，因應英國將於1917年不再容許投信人以1便士的郵費遞交信件，他於1916年宣布香港不會依照英國的做法，而是維持固有的平郵郵費。
1916年正值第一次世界大戰，英國和德國等國家成為敵對國。香港政府欲沒收敵對國僑民資產。胡樂甫遂出任敵對國在港資產監管人，負責呼籲在港居民交出屬於敵對國的銀行資產和債務，並由港府代表加以監管。1917年，胡樂甫獲委任為正警察裁判司。任內，其中一位酒牌局委員愛德華·沙林辭職，他遂安排委員會補選，規定只有太平紳士才能投票，又提醒太平紳士可透過裁判司署提名候選人。
在港供職期間，胡樂甫得到港督梅含理爵士和司徒拔爵士的讚揚和賞識。司徒拔以胡樂甫之強烈個性有利管治華人為理由，向殖民地部推舉其為警察司。1918年，他正式出任警察司（Captain Superintendent of Police），其職稱於1930年改為警察總監（Inspector General of Police）。

### 警隊首長

#### 持傘遊行案
1919年，五四運動於中國蔚為風潮。有部分市民受五四思潮影響，嘗試向市民宣傳用國貨的信息。1919年6月3日，九名中學生拿著印有「國貨」字樣的中國製雨傘，在皇后大道中遊行，吸引大批群眾圍觀。外籍督察巴薩（Peter Brazil）截停並拘捕遊行學生。
胡樂甫其後引用《出會條例》，以學生遊行未得華民政務司批准以及未經政府准許張貼公共告示兩項罪名落案起訴九名學生。他認為五四運動於中國蔚為風潮，持傘遊行事件背後有不單純之動機，作為香港治安首長他必須做好一切預防措施以遏制任何干擾社會秩序的行為；他甚至認為遊行會造成血案，對香港造成嚴重影響，加上他認為學生已是成人，應該了解香港法律；既然享受香港政府賦予的權利，必須履行責任，遵守法紀，故此他要求裁判司不要以口頭警誡了事，而是判學生罰款。胡樂甫亦推測背後的主謀是九名學生之老師，但沒有證據顯示是否如此。辯方律師稱條例中「Procession」一詞意指宗教或傳統禮儀上的巡遊，學生遊行並非宗教巡遊，故胡樂甫錯引條例。另外，辯方律師直指將雨傘上「國貨」兩字說成公共告示是荒謬的。裁判司裁定學生第一項罪名成立，第二項罪名因無足夠證據支持控罪而不成立。鑑於首八名被告年紀尚淺，故無判罪。第九名被告則被判罰款10元。
社會對胡樂甫檢控學生的做法褒貶不一。有《南華早報》讀者認為學生只是提倡國貨，絲毫沒有提及罷買日貨；另一讀者更批評胡樂甫錯誤理解「公共告示」（Public Note）和遊行（Procession）意思。故胡樂甫的檢控是不合理的。可是，有《日本記事報》（Japan Chronicle）讀者讚揚胡樂甫的做法，認為此舉乃逼不得已，是為防止香港繼續受國內風潮影響，令社會秩序受衝擊。

#### 小販牌照問題
胡樂甫任內，社會對小販阻街和影響環境衛生等問題有一定關注，當時的定例局華人議員劉鑄伯也曾多次敦促警方加強整頓小販。就此，警方於1921年首度把小販牌照分為攤販牌（當中又包括大排檔牌照）和流動小販牌兩大類別，以加強對持牌小販的規管。新制度下，大排檔牌照年度牌費為24港元；流動小販牌照年度牌費為4港元。同時，警方制定了針對攤販關於攤檔規格以至營業時間的條款。自此香港小販有了更有系統的監管，小販牌照亦由總登記署改由警務處發出。1924年，胡樂甫在一次定例局會議上透露，小販數目由1919年的近7,300個遞升至1922年的近8,500個，申請者多為來自中國的無業者。他更表示港島中區、東區、油麻地等旺區已經塞滿了小販，超出了可容納的上限，並建議限制鬧市小販的數目，可見小販問題依然存續。一直到1936年，新成立的市政局才取代警方成為小販的發牌部門。

#### 招收魯警（香港威海衛警察）
魯警是為港府從威海衛招來的警察。自一次世界大戰後，英國和印度的矛盾逐步浮現，連帶在港印度裔警察之間彌漫著一股反英情緒，其忠誠度受到港府質疑。另一方面，華裔警察於海員大罷工庇護參與罷工的勞工，令港府未能透過收集勞工組織之情報而遏止罷工。威海衛是為英國在華殖民地之一，在經濟和軍事上均與香港有緊密交流。威海衛位處北方，文化和語言與廣東人存在極大差異，加上威海衛是為華工最大輸出地之一，又曾有中國軍團，由本地人組成，其忠誠和勇武的特質為英國官員洞悉。有見及此，香港政府決定探討到威海衛招聘當地人作警察的可能性。
胡樂甫憑藉以往在煙台擔任南非礦工中介人所攢的人脈和學來的當地方言，因而成為港府指派到威海衛招募警察的理想人選。胡樂甫認為，山東人的性格令他們成為警察的最佳人選，因此對於這項計劃，他深表支持。
1922年，胡樂甫動身前往威海衛，和威海衛行政長官波蘭特達成共識，而波蘭特表示威海衛政府會全力配合。胡樂甫回到香港後，招聘程序正式啟動。港府再度批出外籍警官、訓練教官、以及翻譯到威海衛招收警察，又規定應徵者身高最少170公分，體格要求比本地警察更加嚴格。
首批警察於1923年到達香港，並受港督檢閱，同年續有兩批威海衛警察到達香港。新招收的威海衛籍警察被編配至交通警、保衛港督府、山頂警區等。警方亦將其編入D組，和屬歐洲籍警察的A組、屬印裔警察的B組和屬廣東警察的C組區別開來。

#### 國際警察會議
1925年，胡樂甫前往紐約，參與在當地舉行的國際警察首長會議。該會議的目的旨在聯合各地警方首長，維護國際治安以及遏止罪行。胡樂甫在會後向記者透露，香港的交通情況相比紐約或是倫敦等大城市，較為順暢。警方將會借鑒英美等國家，於街道上安裝交通燈代替指派警察到警察亭指揮交通，並修訂法例，容許在於街道上設立交通燈。對於引渡罪犯一事，他認為應引入通用指模驗證系統，以便於移交逃犯。監獄方面，他強調若是囚犯難以逃脫的地方，囚犯在該處就被賦予更大自由。可是胡樂甫不完全認同美國給予監獄囚犯大自由度，甚至容許囚犯外出工作的做法，認為香港是一個小殖民地，囚犯能於短時間內逃之夭夭，政府必須對囚犯施以一定的限制，以防止囚犯逃獄而逍遙法外的事件發生。

#### 監管舞廳
二十世紀中葉，舞廳已逐漸在香港普及起來，引起了部分知識分子和定例局議員的注意。1933年2月的一次定例局會議上，議員布力架對於舞廳有妨風化，舞廳數目和營業時間，舞廳有否受規例監管，而政府會否限制舞廳數目等範疇向胡樂甫提出質問。胡樂甫答覆警方非常關注舞廳於香港各地湧現，社會上部分人士曾對此表達不滿，但警方從未接獲相關舉報。此外，他透露香港當前共有9間舞廳，但當居並沒有對舞廳營業時間和舞廳數目作出限制，而警方亦沒意圖修例，胡樂甫更表示自己也沒權利限制舞廳數目。1933年7月，胡樂甫突然宣佈限制舞院營業時間至午夜12時，此例隨即掀起輿論，有傳言稱此例未獲定例局通過、當局將會通融對待舞廳。胡樂甫回應輿論時表示，不便討論新例會否如期執行，但若舞廳在時間以外營業，警方將會嚴正執法。舞廳隨即要求延長營業時間，但無功而回。1933年10月，港府始通過《雜類牌照條例》，當中附例規定舞廳每月的牌照費是20元，即每年120元；若延長營業時間需額外收費；舞女名冊需上報至政府，舞女不可於舞廳留宿；以及禁止廳院販賣酒精等。

#### 告老歸國
1934年，年屆59歲的胡樂甫卸任警察總監，退休歸國。臨別前，一眾華人士紳為胡樂甫餞別，並讚揚其殖民地生涯之功績，並深得華人愛戴。而警方高層和政府官員亦於警察會為胡樂甫餞別。離港當日，胡樂甫受各界人士的歡送，當中不乏警隊和政府高層。胡樂甫和群眾握別後，登上水警輪，後轉乘郵輪離開，而碼頭則燃放爆竹。
胡樂甫退休後長居告羅士打郡車特咸，至1952年12月4日去世，終年77歲。

## 家庭
胡樂甫於1910年3月31日迎娶工務司漆咸之獨女艾格尼絲·嘉芙蓮·漆咸（Agnes Catherine Chatham），兩人育有一子一女，其子愛德華·漆咸·沃爾夫於英國皇家空軍服役，曾參與不列顛戰役。

## 榮譽
- 太平紳士 （官守，1902年6月[55]）
- 聖米迦勒及聖喬治同袍勳章（C.M.G.）（1928年元旦授勳名單[56]）

## 注腳
1. 1 2  Biolgraphical History of Gonville and Caius College 1349-1897，P.541。
2. 1 2  Alumni Cantabrigienses: A Biographical List of All Known Student, Guaduates, and holders of office at the University of Cambridge, from the earliest times to 1900, Volume 2, Part 6，Edied by John Venn, 1954, P.550。
3. 1 2  The register of Tonbridge School from 1826 to 1910 : also lists of exhibitioners, &c. previous to 1826 and of headmasters and second masters，by Tonbridge School，1911。
4. ↑  Malaya Tribune. . eresources.nlb.gov.sg. 1934-10-17  [2019-07-24]. （原始内容存档于2021-01-22） （英语）.
5. ↑  Hong Kong Notification no.542，Hong Kong Government Gazatte, 20th September 1901。
6. ↑  Government Notification no.701 （页面存档备份，存于），Hong Kong Government Gazatte, 23rd November 1901。
7. ↑  Committee of Inquiry into the Adequacy of the Staff of the Medical Department
8. ↑  Report of the Registrar General for the year 1903 （页面存档备份，存于），Hong Kong Government Gazette, 20 May 1904, P.894
9. ↑  Government Notification no.619，Hong Kong Government Gazatte, 3rd September 1904。
10. ↑  Badeley, F.J.  (PDF). Hong Kong Sessional Paper. 1906-02-20: 422.
11. 1 2 3 4 5  劉智鵬，劉蜀永(2018)，P.XV
12. ↑  Notice No.171，Rules for Government Schools Exclusive of Kowloon and Victoria School。
13. ↑  Report by the examiners of Queen's College, for the year 1906-1907 （页面存档备份，存于），Education Department, Hong Kong.
14. ↑  Report by the examiners of Queen's College, for the year 1906-1907 （页面存档备份，存于），1909。
15. ↑  Civil Establishment of Hong Kong for the year 1915 （页面存档备份，存于），P.230
16. ↑  by the examiners of Queen's College, for the year 1906-1907，Thursday, 23d April, 1914.
17. ↑  Issue No.419，Hong Kong Government Gazatte, 22nd September 1916.
18. ↑  Issue No.229，Hong Kong Government Gazette, 26th May 1916.
19. ↑  Notification No.425 （页面存档备份，存于），Hong Kong Government Gazette, 20 July 1917.
20. 1 2  Appointment No.327, Hong Kong Government Gazette, 25th October 1918
21. 1 2 3 4  莊玉惜（2008），P.28
22. ↑  CO129/467, pp12-16, Stubbs to Viscount Milner.
23. ↑  Hong Kong Government.  (PDF). Hong Kong Government Gazette. 16 December 1918.
24. ↑  . www.police.gov.hk.   [2019-06-02]. （原始内容存档于2021-05-19）.
25. ↑  The Boycott: New Manifestation in Hong Kong. The telegraph, 3rd June 1919.
26. ↑  The Boycott: Chinese Student Charged. The telegraph, 3rd June 1919.
27. 1 2 3 4 5 6 7 8  "Alleged Anti-Japanese Procession." Defendents found guilty on one charge. Who runs the Peking Government?, Hong Kong Daily Press, 13th June 1919.
28. 1 2 3  陳學然著（2014），P.109。
29. ↑  "Correspondance - The students and the Umbrellas", South China Morning Post, 17th June, 1919.
30. ↑  莊玉惜（2008），P.29
31. ↑  Executive Council No.433，Hong Kong Government Gazette, 13th October, 1921.
32. ↑  莊玉惜(2008)，P.32-33
33. ↑  《小販之換牌忙》，《華字日報》，1922年9月22日。
34. 1 2  Hansard （页面存档备份，存于），Hong Kong Legislative Council, 3rd November 1924.
35. ↑  莊玉惜（2008），P.32
36. ↑  《香港的威海衛警察》，灼見名家，2018年12月21日，擷取於2019年5月4日。
37. ↑  《猛料阿Sir講古——「魯警」 好勁》，頭條日報，2017年1月6日。
38. ↑  《軍人加入香港警隊概況(三)》，《皇家香港警察協會通訊》，一九九九年十二月號。
39. 1 2  《威海衛:曾經的香港警察來源地》，中國論文網，擷取於2019年5月4日。
40. 1 2 3  《1922年，港警從威海衛招募“魯警”》，齊魯晚報，2014年8月28日。
41. ↑  Noted Visitors, New York Police Chief in Hong Kong, Friendship Renewed. Dinner to the honourable Mr Wolfe. The China Mail, 1926-03-18.
42. 1 2 3 4  Police Conference, Meeting of Chiefs at New York, The honourable Mr Wolfe's views, The China Mail, 1926-03-18.
43. 1 2 3 4  Hong Kong Legislative Council, 16th Febraury 1933, P.10-11.
44. 1 2 3 4 5  。警察總監胡樂甫嚴厲限制舞廳時間，香港工商日報，1933年7月21日。
45. ↑  香港舞場今昔，南洋商報，1968年5月19日，第11頁。
46. ↑  "No. 384", Hong Kong Government Gazette (Supplement), 29 September 1933.
47. ↑  "Miscellaneous Licences Ordinance (Cap 114) （页面存档备份，存于）", The Laws of Hong Kong. Hong Kong: Noronha, 1951.
48. 1 2  Hon Mr. E.D.C. Wolfe farewelled. Reception at Chinese Merchants' Club. Dinner at Police Club in Evening. The China Mail, 20th October, 1934
49. ↑  Farewell to I.G.P.. Tea Party for Hon. Mr Wolfe this afternoon. Last Inspection on Force On Thursday. Police Club dinner on Friday, 15th October, 1934
50. 1 2 3  胡樂甫離港誌，香港工商日報，1934年10月25日。
51. ↑  . The United Kingdom Government. : 642.
52. ↑  Card No.153471, Carl Smith Collection.
53. 1 2  . www.bbm.org.uk.   [2019-06-02]. （原始内容存档于2021-02-12）.
54. ↑  . www.tracesofwar.com.   [2019-06-02]. （原始内容存档于2021-02-12）.
55. ↑  Justices of the Peace, 1902 （页面存档备份，存于），Hong Kong Government Gazette, 3rd June, 1902
56. ↑  Supplement （页面存档备份，存于），London Gazette, 2 January 1928, p. 5.

### 英文資料
- Biographical History of Gonville and Caius College 1349-1897, John Venn, 1897-1901.
- The register of Tonbridge School from 1826 to 1910 : also lists of exhibitioners, &c. previous to 1826 and of headmasters and second masters,Tonbridge School, 1911
- Alumni Cantabrigienses: A Biographical List of All Known Student, Guaduates, and holders of office at the University of Cambridge, from the earliest times to 1900, Volume 2, Part 6]，Edied by John Venn, 1954, P.550

### 中文資料
- 五四在香港──殖民情境、民族主義及本土意識，陳學然著，中華書局(香港)出版， 2014年。
- 街邊有檔大牌檔，莊玉惜著，三聯書店(香港)有限公司，2008年
- 香港威海衛警察口述歷史，劉智鵬、劉蜀永合著，香港城市大學出版社，2018年。
- 《軍人加入香港警隊概況(三)》，《皇家香港警察協會通訊》，一九九九年十二月號。
- 《猛料阿Sir講古——「魯警」 好勁》，頭條日報，2017年1月6日。
- 《1922年，港警從威海衛招募“魯警”》，齊魯晚報，2014年8月28日。
- 《威海衛:曾經的香港警察來源地》，中國論文網，擷取於2019年5月4日。

## 外部連結
- 警隊今昔：警隊首長（1841-1945） （页面存档备份，存于）（《警聲》第772期）

| 警職          | 警職                     | 警職          |
| ------------- | ------------------------ | ------------- |
| 前任： 馬斯德 | 香港警察司 1918年-1934年 | 繼任： 經亨利 |